# Tonalit
Tonalit je hlubinná magmatická hornina, patřící mezi granitoidy. Obsahuje křemen, ze živců plagioklas a méně andezin a tmavé minerály.
Pojmenována byla podle průsmyku Tonale na severu Itálie zavedl v roce 1864 G. Roth.

## Vlastnosti

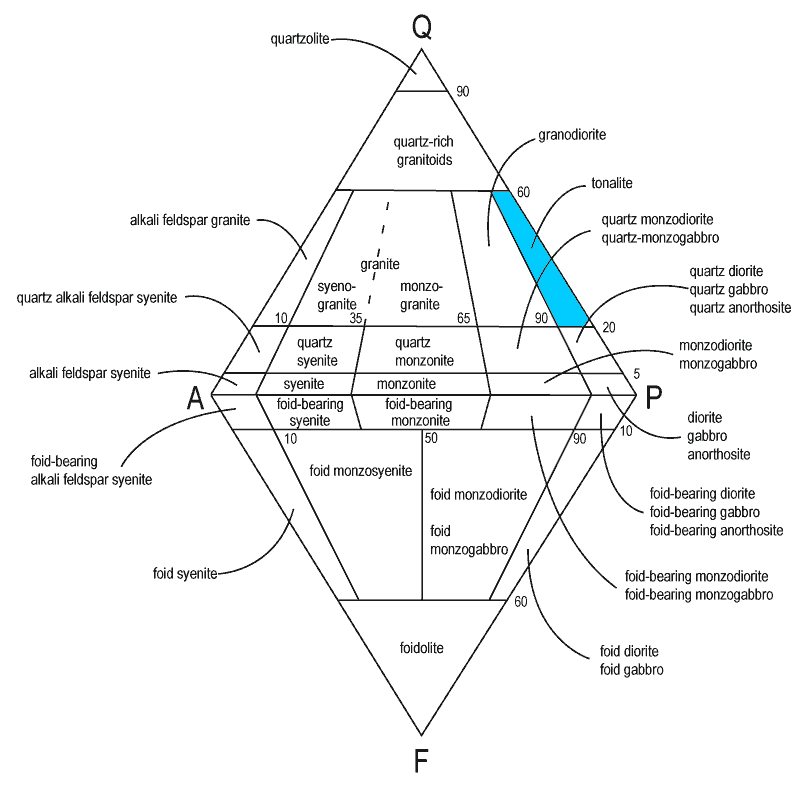
Tonalit v diagramu QAPF

Tonalit má faneritickou texturu. Ze živců obsahuje hlavně plagioklasy (obvykle oligoklas nebo andezin) a všeobecne jen 10 % nebo méně procent alkalických živců. Křemen tvoří více než 20 % horniny. Amfiboly (hornblendit) a pyroxeny jsou poměrně běžnými akcesoriemi.
Starší členění někdy termín tonalit zaměňovala s křemenným dioritem. Současná klasifikace IUGS považuje za tonalit horninu s obsahem křemene nad 20 %, zatímco křemenný diorit má obsah křemene od 5 do 20 %.
Trondhjemit je na oligoklas bohatá varieta tonalitu s malým obsahem biotitu jako jediným mafickým minerálem. Variety naopak bohaté na ortoklas, jsou označovány křemenné monzonity nebo adamellity.

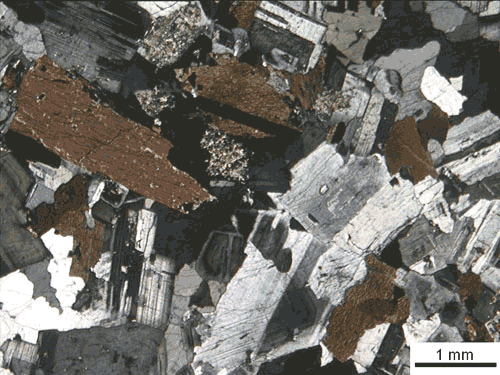
Výbrus tonalitu v polarizačním mikroskopu ve zkřížených nikolech. Viditelné amfiboly, plagioklas a křemen

## Vznik
Tonality vznikají diferenciací granitoidních intruzí. M-typy granitoidů mohou vznikat frakční krystalizací bazaltového magmatu v oblastech ostrovních oblouků. Většinou jde o amfibolické tonality a trondhejmity. Někdy jsou všeobecně označovány i jako „plagiogranity“ (podle klasifikace IUGS jde o leukotonality). Horniny tzv. tonalit-trondhjemitové skupiny se významnou mírou podílejí na složení prekambrické zemské kůry.

## Výskyt
V Českém masivu se nachází pyroxenové tonality například v středočeském plutonu na Benešovsku. Jde o některé biotit-amfibolové tonality sázavského typu (Mrač, Žampach), Chrášťany a Bystřice u Benešova.
Menší výskyty jsou v dyjském masivu (okolí Dobšice), častější jsou v brněnském masivu. Amfibol-biotitové tonality jsou známy od Žulové v okrese Jeseník, amfibolové se vyskytují v Železných horách i v okolí Mariánských Lázní a v brněnském masivu (okolí Dolních Kounic).
Na Slovensku jsou biotitické leukotonality (biotitický tonalit až granodiorit) známé jako typ Sihla, podle typové lokality Sihla v Nízkých Tatrách. Nacházejí se například v modranském masivu Malých Karpat a masivu Považského Inovce, též v Tribeči a pohořích Čierna hora, Malá Fatra.

## Těžba tonalitu
Amfibol–biotitický tonalit se těžil ve formě kamenných bloků v lokalitě nalézající se na Šumavě v místě označovaném jako turistický rozcestník „Chaloupky“ na cestě mezi Bučinou (Kvilda) a Knížecími Pláněmi (Borová Lada). Těžba v této povrchové lokalitě (malém lomu) se prováděla původně pomocí ocelových klínů a místní obyvatelé používali vytěžený kámen jako materiál na stavby, výrobu kamenných koryt a k úpravě cest. V letech 1966 až 1967 se k ruční těžbě kamenných bloků v tomto povrchovém lomu o rozloze asi 100 x 100 metrů používala metoda vrtání. Firma Kusser v Německu zde vytěžila několik vagonů kamene, jenž se používal k výrobě pomníků. V turisticky přístupné lokalitě tohoto bývalého lomu jsou stále zřetelně patrné stopy po předchozí těžební činnosti.

Pozůstatky těžby tonalitu v šumavské lokalitě Bučina – Knížecí Pláně
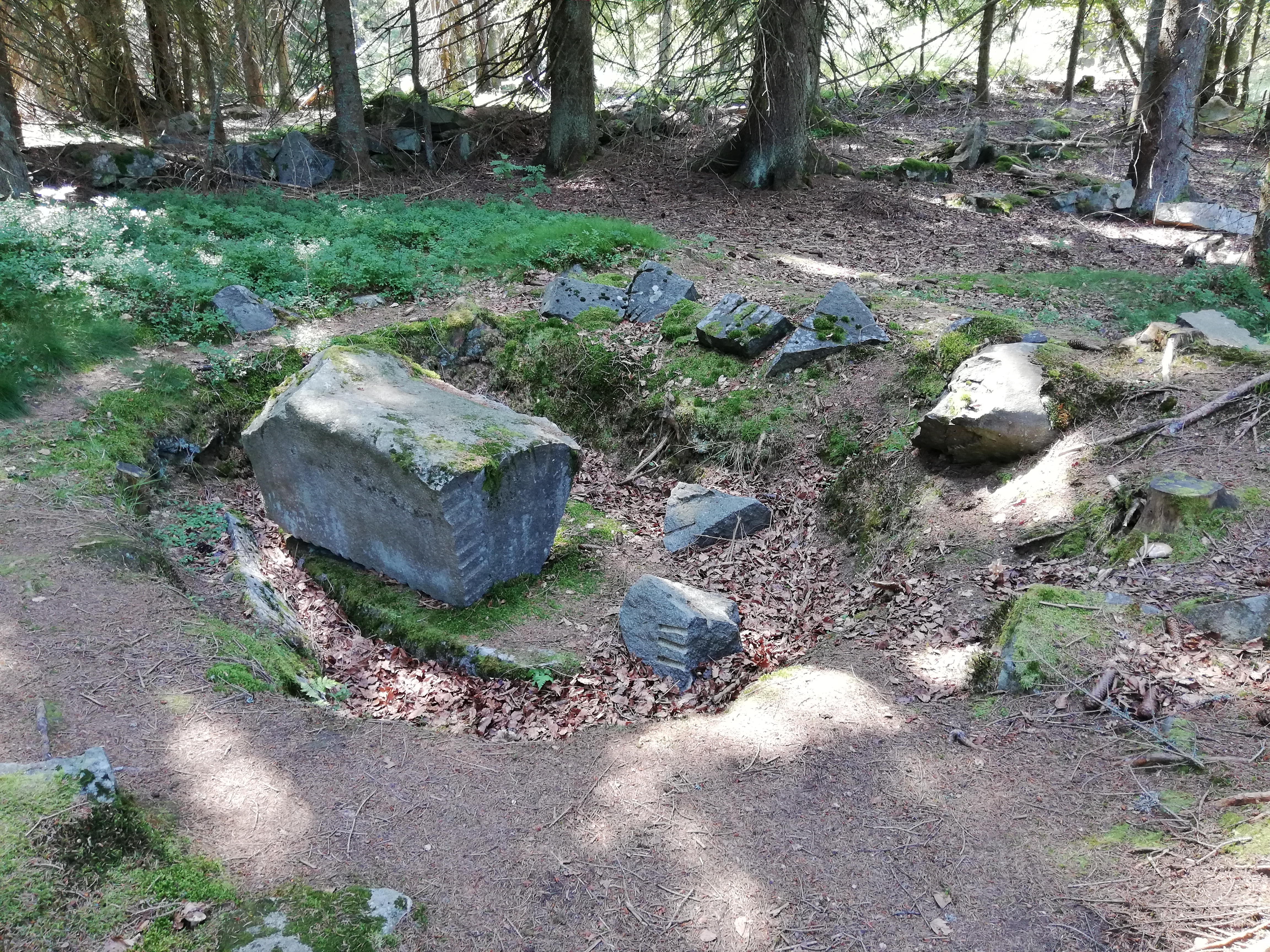
Zbylý nedotěžený kamenný blok
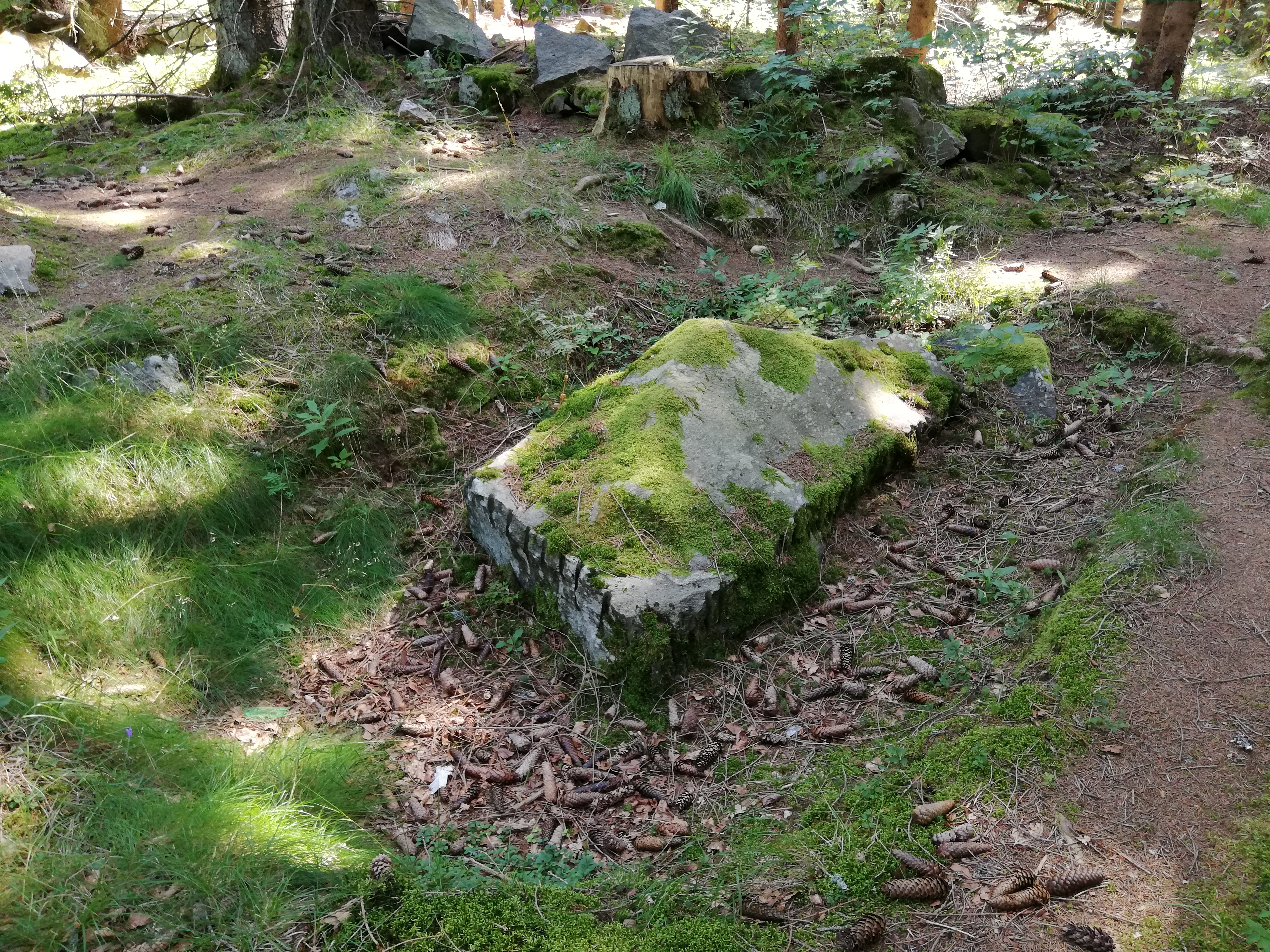
Nedotěžený kamenný blok v malém lomu
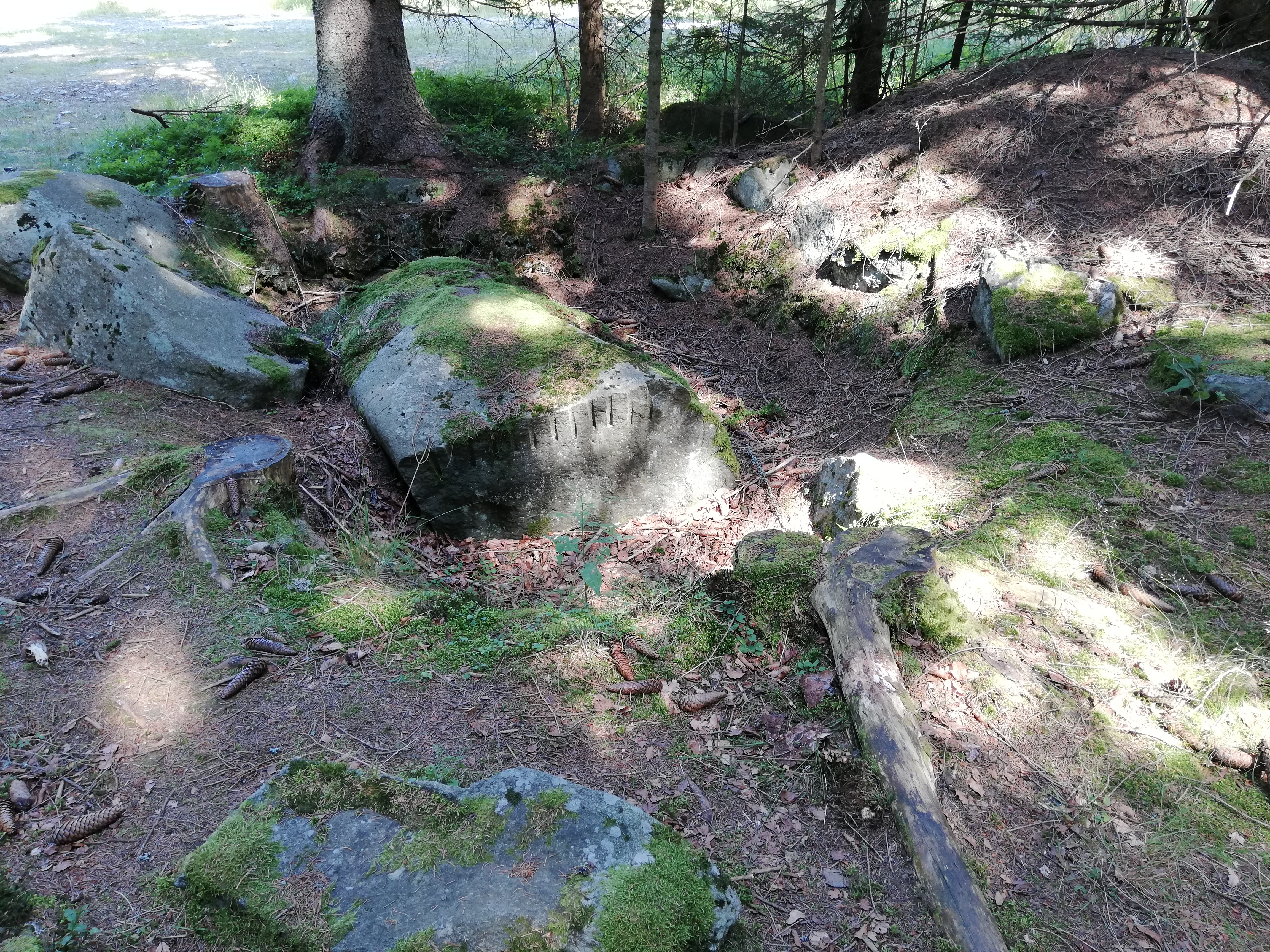
Kamenný blok poblíž turistického rozcestníku „Chaloupky“ (léto 2020)